# Northern Premier League Division One South
Northern Premier League Division One South var under åren 2007–2018 en division i den engelska fotbollsligan Northern Premier League (NPL) och låg på nivå åtta i det engelska ligasystemet.
Division One South skapades i början av säsongen 2007/08 då gamla Northern Premier League Division One delades upp i två nya divisioner, denna och Division One North. Det gjordes för att standardiseringen av National League System skulle fortsätta. Inför säsongen 2006/07 delade Isthmian League sin första division, men NPL väntade ett år.
Divisionen upphörde inför 2018/19 års säsong då NPL:s båda underdivisioner arrangerades om till Division One East och Division One West.

## Mästare
| Säsong  | Mästare           |
| ------- | ----------------- |
| 2007/08 | Retford United*   |
| 2008/09 | Retford United    |
| 2009/10 | Mickleover Sports |
| 2010/11 | Barwell           |
| 2011/12 | Grantham Town     |
| 2012/13 | King's Lynn Town  |
| 2013/14 | Halesowen Town    |
| 2014/15 | Mickleover Sports |
| 2015/16 | Stafford Rangers  |
| 2016/17 | Shaw Lane         |
| 2017/18 | Basford United    |

- Cammell Laird flyttades upp då Retford Uniteds anläggning inte klarade kraven för spel i högre divisioner.